# Botho zu Eulenburg
Pour les articles homonymes, voir Eulenburg.
Botho Wendt Augus, comte d'Eulenburg (né le 31 juillet 1831 à Wicken près de Bartenstein, arrondissement de Friedland en province de Prusse, mort le 5 novembre 1912  à Berlin) est un homme politique, ministre-président de Prusse et ministre de l'Intérieur sous l'Empire.

## Biographie
Fils de Botho Heinrich, comte zu Eulenburg (de) (1804–1879) et de Thérèse, comtesse von Dönhoff (1806–1885), il étudie le droit à Königsberg, puis à Bonn. Son frère est le ministre prussien de la Maison royale et maréchal de la Haute Cour August zu Eulenburg.
Eulenburg a occupé différents postes de haut fonctionnaire dans l'administration prussienne dont administrateur de l'arrondissement de Deutsch Krone. Il est nommé président du district de Wiesbaden de 1869 à 1872. En 1872, il est nommé président du district de Lorraine à Metz où travaille le futur chancelier Bernhard von Bülow, avant d’être nommé haut président de la province de Hanovre en 1873.
Le 25 octobre 1875, il épouse Elisabeth von Alvensleben (22 septembre 1834, Brandebourg / Havel - 5 septembre 1919, New Town), fille du général Gustave-Hermann d'Alvensleben, dont il aura un fils unique, Botho (15 février 1879, Berlin - 30 mai 1881, Berlin). En mars 1878, Eulenburg devient ministre de l'Intérieur de Prusse, dans le gouvernement de Bismarck. Il met en place une série de mesures répressives visant les socialistes. De 1881 à 1892, il assure la présidence de la province de Hesse-Nassau. En 1892, il est nommé Premier ministre de Prusse, pour succéder à Leo von Caprivi, chancelier de l'Allemagne. Écarté du pouvoir, il décèdera en 1912, à Berlin.
Eulenburg était le cousin germain du prince Philip d'Eulenburg, un ami proche de l’empereur Guillaume II. C'était un habitué du salon berlinois de la princesse Radziwill, née Castellane.